# Храпачёв, Василий Иванович
Василий Иванович Храпачёв (1786—1851) — генерал-лейтенант, генерал-кригскомиссар, участник Наполеоновских войн.
Родился в 1786 году, вступил в службу в 1804 году подпрапорщиком в Астраханский гренадерский полк и в 1808 году был произведён в офицеры.
Храпачёв участвовал в русско-турецкой войне 1806—1812 годов и в войне с французами 1806—1807 годов, Отечественной войне 1812 года и Заграничных походах 1813—1814 годов, отличившись в сражении при Остроленке, при блокаде крепости Ченстохова и в сражениях при Кацбахе и Лейпциге.
В 1813 году Храпачев был назначен адъютантом к начальнику 10-й пехотной дивизии генерал-лейтенанту князю Ливену и оставался в этой должности до 1822 года, когда получил в командование резервную бригаду 11-й пехотной дивизии, а в 1825 г. поступил в Военное министерство, заняв должность вице-директора Комиссариатского департамента. В 1821 году он был произведён в подполковники и в 1826 году — в полковники.
Произведённый в 1832 году в генерал-майоры, он в том же году, 21 декабря, за беспорочную выслугу 25 лет в офицерских чинах был награждён орденом св. Георгия 4-й степени (№ 4679 по кавалерскому списку Григоровича — Степанова).
В 1837 году был назначен директором, а через несколько месяцев — генерал-кригскомиссаром и занимал эту должность до конца жизни, будучи в 1843 году произведён в генерал-лейтенанты. Храпачев председательствовал во многих комиссиях и был главным сотрудником при составлении обширного труда «Описание обмундирования и вооружения войск русской армии», изданного в 1841 году.
Умер в 1851 году;